# حلبان (إدلب)
حلبان قرية سورية تتبع ناحية سنجار في منطقة معرة النعمان في محافظة إدلب. بلغ عدد سكانها 530 نسمة في عام 2004 حسب إحصاء المكتب المركزي للإحصاء.